# Uitgelicht!
Uitgelicht! is een actualiteitenprogramma op de maandag-, woensdag- en vrijdagavond op Family7 wordt uitgezonden. Het programma startte op 5 oktober 2015 en werd elke werkdag uitgezonden. Tussen oktober 2015 en juli 2023 werd er voorafgaand ILTV of i24News vanuit Tel Aviv met wereldnieuws uitgezonden waarna er minstens één nieuwsfeit in de studio werd Uitgelicht, belicht vanuit christelijk perspectief.
Vanaf september 2023 wordt Uitgelicht! gepresenteerd door Riekelt Pasterkamp, Sara van Oordt en Stephan Bouman. Het nieuws vanuit Israël wordt sindsdien wekelijks belicht in het programma Jerusalem Dateline van CBN. Voorheen presenteerden Bram Willems en Pauline van den Broek dit ook. Terugkerende studio-commentatoren zijn onder meer Cor Verkade, Binyomin Jacobs, Frank Bosman en Lucas Hartong. Elke vrijdag wordt er met een Tweede Kamerlid of bewindspersoon van CDA, ChristenUnie of SGP teruggekeken op de politieke week. Op vrijdag 10 januari 2020 werd de 1000e aflevering uitgezonden. De 2000e aflevering werd uitgezonden op vrijdag 21 maart 2025.

## Deelnemers
Presentatoren
- Elbert Hendriksen (2024-heden)
- Stephan Bouman (2022-heden)
- Stephanie van der Horst (2020-2025)
- Laurens Sok (2020-2024)
- Sara van Oordt (2015-heden)
- Riekelt Pasterkamp (2015-heden)

Commentatoren
- Frank Bosman (2015-heden)
- Kees van Velzen (2015-heden)
- Cor Verkade (2015-heden)

## Trivia
Bij het overlijden van Dolf van de Vegte op 1 februari 2019  zond Family7 in de 800e aflevering van Uitgelicht! een in memoriam uit.